# Antandros
Koordinaten: 39° 34′ N, 26° 47′ O

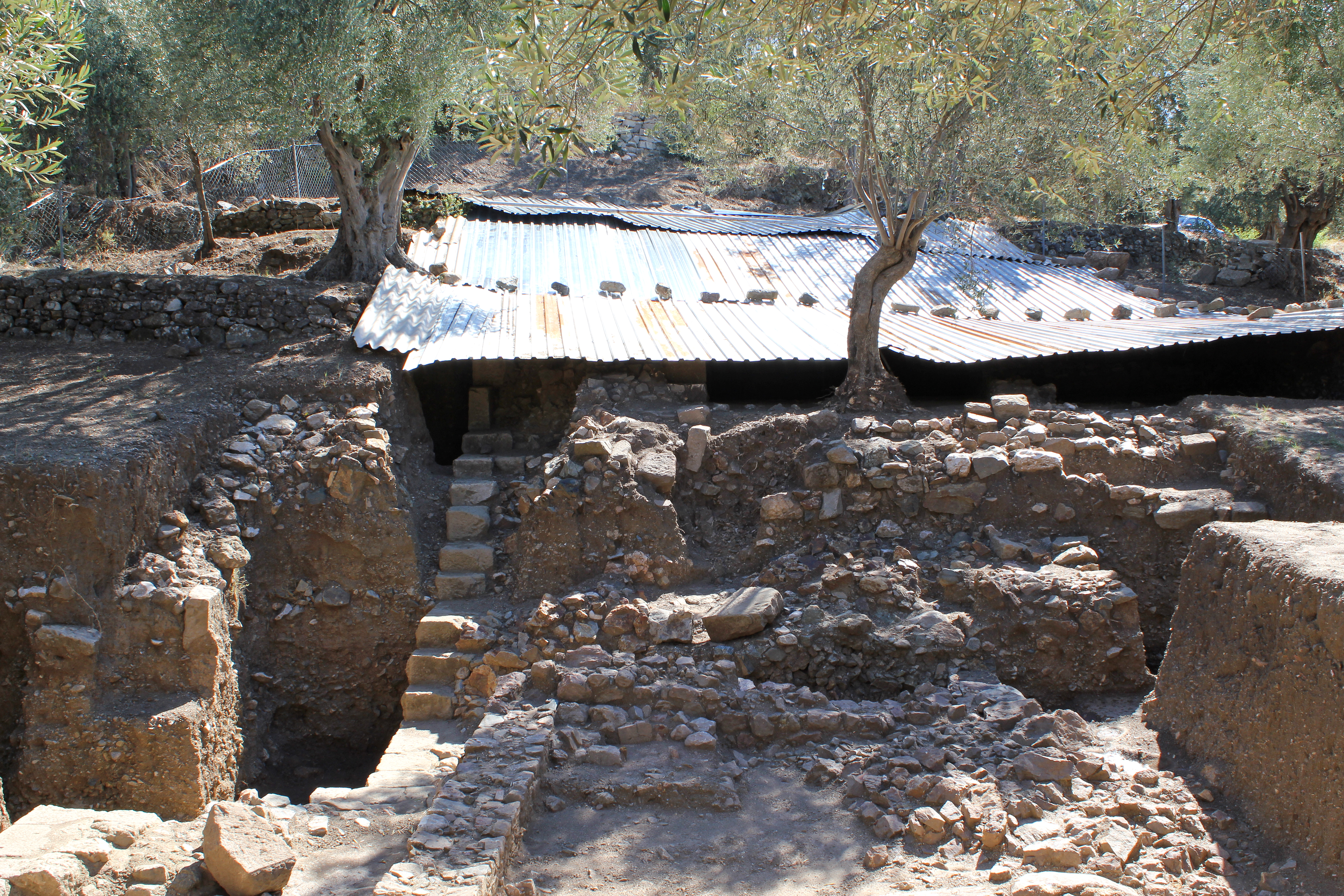
Ausgrabungen in Antandros (2010)

Antandros (altgriechisch Ἄντανδρος (f. sg.)) war eine antike griechische Stadt in der kleinasiatischen Landschaft Troas in der heutigen Türkei. Die Stadt lag zwei Kilometer östlich der heutigen Stadt Altınoluk auf einer wegen der Geländetopographie nur wenige Hektar umfassenden Siedlungsfläche an der Küste der Bucht von Adramyttion und wurde von Äoliern besiedelt.
Antandros gehörte zu den Städten, die bereits in der Zeit des Trojanischen Krieges von Bedeutung waren. Unter Dareios I. gehörte Antandros zum Perserreich, später zeitweilig zum attischen Seebund. Während des Peloponnesischen Kriegs wechselte mehrmals die Herrschaft über Antandros. Zeitgenössische Quellen berichten von der hohen Blüte der Schiffsbaukunst in dieser Stadt, die Werft belieferte demnach alle griechischen Seestädte mit hochwertigen Schiffen und wahrte aus wirtschaftlichen Gründen eine strikte Neutralitätspolitik, oft lagen Schiffe verfeindeter griechischer Städte nebeneinander in der Werft auf Kiel.
In römischer Zeit war die Stadt Teil der Provinz Asia und prägte vom späten ersten (Titus) bis zum frühen 3. Jahrhundert n. Chr. (Elagabal) – wie bereits im 4. Jahrhundert v. Chr. – eigene Münzen.
Wahrscheinlich als Folge von Erdbeben wurde die Stadt in byzantinischer Zeit aufgegeben und von den Umlandgemeinden als Steinbruch genutzt, es blieben im Gelände keine sichtbaren Bauwerke erhalten. Das spätantike Bistum der Stadt besteht als Titularbistum Antandrus der römisch-katholischen Kirche fort.

## Erforschung
Als der deutsche Kartograph Heinrich Kiepert Mitte des 19. Jahrhunderts für seine Kleinasienkarte im Osmanischen Reich unterwegs war, entdeckte er 1842 im Dorf Avcilar eine griechische Inschrift, die ihn auf Antandros aufmerksam machte. 1888 erklomm Kiepert zusammen mit Ernst Fabricius den Kaletaşı Tepesi (damals Derbent Tepesi), wo er auf Keramikscherben und Siedlungsreste stieß. 1881 wurde Heinrich Schliemann durch Münzfunde auf Antandros aufmerksam und untersuchte den Ort. Walther Judeich folgerte später, dass die Siedlung sich in eine obere und in eine untere Stadt einteilen ließ und vermutlich nicht so groß gewesen sei.
Die archäologische Untersuchung der Stadtgeschichte konzentrierte sich seit den 1950er Jahren zunächst auf die Freilegung von Grabbauten. Die nahe dem Stadtrand von Altınoluk beim Ausbau der Küstenstraße Çanakkale–Edremit entdeckten Fundstellen (Nekropole) wurden 1989 bis 1995 erforscht und veranlassten um 2000 eine regionale Gruppe von Historikern, Künstlern und Studenten zur Gründung eines Vereins, der das historische Erbe der Stadt Antandros erforscht. Schon 2001 wurden im Verlauf der mit modernsten Methoden und Geräten durchgeführten Geländeprospektion in der Stadtlandschaft 19 römische Villen entdeckt, und bei einer ersten Grabung wurde eine Fläche von 1100 m² untersucht; hierbei konnte auch ein Mosaikfußboden freigelegt werden. Auch Reste einer Stadtmauer wurden gefunden. Die Nekropole der Stadt befindet sich 400 m westlich und hat Gräber aus dem 7. Jahrhundert v. Chr. Wahrscheinlich noch ältere Gräber lassen sich nicht genau datieren. Von 2001 bis 2010 wurden mehrere dutzend Gräber untersucht, die zeigen, dass der Friedhof vom 7. Jahrhundert v. Chr. bis zur klassischen hellenistischen Zeit durchgängig benutzt wurde. Gräber aus der römischen oder byzantinischen Periode sind nur vereinzelt vorhanden.
Die Grabungen finden unter Leitung von Gürcan Polat von der Ege Üniversitesi in Izmir statt.